# Korechika Anami
Korechika Anami (阿南 惟幾 Anami Korechika, 21 février 1887 - 15 août 1945) est un général japonais de la Seconde Guerre mondiale.

## Carrière politique
En avril 1945, il devient ministre de la Guerre du Japon ; il a de grands pouvoirs en tant que membre du Cabinet et du Conseil suprême de la direction de la guerre. Il fut connu comme le leader qui refusait toute idée de reddition et ordonnait l'arrestation de ceux qui en parlaient. Certains parlent de lui aujourd'hui comme « le vrai modèle d'un samouraï moderne ».
En août 1945, à la suite d'une succession de défaites ininterrompues depuis deux ans, des bombardements atomiques de Hiroshima et Nagasaki et de l'invasion soviétique, le Conseil suprême de guerre analysa, à la demande de l'empereur Hirohito, les possibilités d'accepter la Déclaration de Potsdam et de procéder à la reddition de l'Empire.
Anami n'envisageait cette reddition qu'à condition d'ajouter quatre conditions qu'il jugeait essentielles : le désarmement des troupes par les autorités japonaises, le jugement des criminels par les autorités japonaises, l'absence de forces d'occupation sur le sol japonais et la préservation du régime impérial et de l'empereur. Il était appuyé par le chef d'état-major de l'armée Yoshijirō Umezu et le chef d'état-major de la marine Soemu Toyoda. À défaut, il envisageait qu'une grande bataille soit menée sur la terre japonaise qui, selon lui, causerait beaucoup de pertes aux Alliés et permettrait au Japon d'éviter la reddition.
L'autre moitié du conseil menée par le premier ministre Suzuki ne souhaitait quant à elle qu'une seule condition : le maintien de l'institution impériale. C'est ce camp qui l'emporta à la suite de l'intervention de l'empereur.
Quelques jours avant la reddition, des officiers vinrent le voir pour lui proposer un coup d'État (l'Incident de Kyūjō), mais Anami refusa, et ordonna à ses officiers d'abandonner leur projet, disant plus tard à son beau-frère « En tant que soldat japonais, je dois obéir à mon empereur. »
Le 14 août 1945, il accepta la reddition avec le reste du Cabinet, puis il se fit seppuku tôt le lendemain matin.